# Studium der Medizin

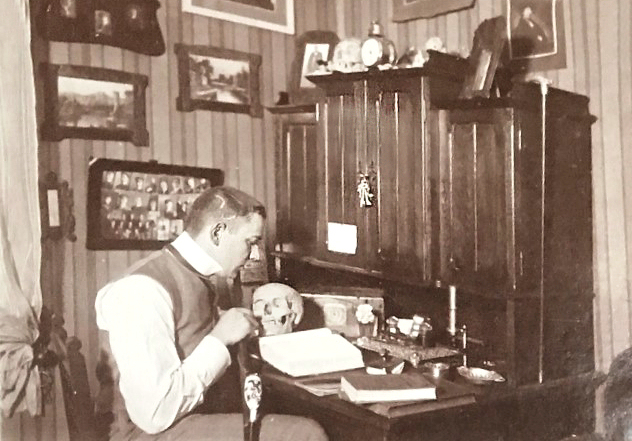
Vorklinischer Medizinstudent an der Kaiser-Wilhelms-Akademie (1910)

Als Studium der Medizin oder Medizinstudium wird die wissenschaftliche und praktische Ausbildung von Ärzten bezeichnet. Ähnlich wie in anderen Studiengängen werden die wissenschaftlichen Grundlagen mit berufspraktischen Anteilen verknüpft.
Für die Tätigkeit als Arzt ist in Deutschland nach dem Studium die Approbation erforderlich, die direkt nach dem erfolgreichen Abschluss des Studiums ausgefertigt werden kann. In der Schweiz, die zum Bologna-System mit Bachelor und Master auch in der Medizin übergegangen ist, entspricht diesem die eidgenössische Prüfung Human-/Zahnmedizin.
Danach kann eine Weiterbildung absolviert werden, bei der man sich auf ein Fachgebiet der Medizin (Allgemeinmedizin, Chirurgie usw.) spezialisiert und den Facharzttitel erwirbt. Früher war ohne diese Spezialisierung und zeitweise auch ohne Weiterbildung eine Niederlassung als Praktischer Arzt möglich – heute erfordert die Zulassung als Vertragsarzt auch in diesen Fällen eine Facharztweiterbildung.

## Geschichte
Das Medizinstudium hat eine lange Tradition. Es erhielt in der Antike zum ersten Mal eine formale Definition, bekannt vor allem durch den Eid des Hippokrates und seine Lehre. Im Mittelalter wurden die ersten Grundlagen der medizinischen Ausbildungsstätten an Universitäten geschaffen. Prototyp moderner medizinischer Hochschulen war die im 10. Jahrhundert entstandene Schule von Salerno, welche im 13. Jahrhundert unter Friedrich II. verbindliche und anerkannte Statuten zur Ausbildung von Ärzten erhalten hatte. Deren Regelungen wurden 1241 erweitert und seither hatte ein Medizinstudent, für den auch eine Ausbildung in philosophischen Fächern wie der Logik vorgeschrieben war, vor den Lehrern der zuweilen als erste Universität bezeichneten Schule und Vertretern des Königs öffentliche Prüfungen zu bestehen, die nach Zulassung durch König zur Ausübung der Tätigkeit als Arzt in einer bestimmten Region berechtigten. Johanna I. verfügte dann 1359, dass jeder in Salerno geprüfte Arzt auch ohne königliche Zulassung im ganzen Königreich Neapel praktizieren durfte. Auch das Medizinstudium an den Universitäten von Padua (ab 1222) und Bologna (seit dem 12. Jahrhundert) war eng verbunden mit dem Studium der Philosophie. Die Studenten hatten neben den Werken von Hippokrates und Galen auch die Naturphilosophie (physica, woraus später „Physik“ wurde) anhand der Schriften von Aristoteles zu begreifen, woraus die Bezeichnung physicus für den medizinisch ausgebildeten Lehrer (Doktor) aufkam (vgl. englisch physician). An der Pariser Universität gab es seit der ersten Hälfte des 13. Jahrhunderts eine medizinische Fakultät. Im deutschsprachigen bzw. mitteleuropäischen Raum existieren seit der Gründung der Karls-Universität in Prag im Jahr 1348 Universitäten, an denen von Beginn an auch das Studium der Medizin angeboten wurde. Weitere frühe medizinische Fakultäten waren unter anderem in Neapel (1224), Paris (um 1200), Oxford (13. Jahrhundert), Wien (1365), Heidelberg (1385) und Leipzig (1409) entstanden. Ein theoretisches Examen zur Lizenz als Abschluss des vier bis fünf Jahre dauernden medizinischen Studiums, welches von der Bakkalaureatsprüfung unterbrochen war, wurde am Ende des Mittelalters allgemein eingeführt.
Heute ist Ziel der ärztlichen Ausbildung „der wissenschaftlich und praktisch in der Medizin ausgebildete Arzt, der zur eigenverantwortlichen und selbständigen ärztlichen Berufsausübung, zur Weiterbildung und zu ständiger Fortbildung befähigt ist.“ (aus § 1 der Approbationsordnung für Ärzte vom 27. Juni 2002). Hierzu gehört auch die Selbstreflexion.

## Rechtliches
In den Mitgliedsländern der Europäischen Union muss die ärztliche Grundausbildung nach Richtlinie 2005/36/EG des Europäischen Parlaments und des Rates mindestens sechs Jahre und 5.500 Stunden theoretischen und praktischen Unterricht an einer Universität oder unter Aufsicht einer Universität umfassen.
Bei einem im Rahmen des Bologna-Prozesses als Bachelor- und Masterstudiengang strukturierten Studium erlaubt nur der Masterabschluss die Ausübung des Arztberufs in allen Staaten der Europäischen Union. Der Bachelor of Science soll dann für medizinnahe Berufsbereiche qualifizieren, nicht jedoch für eine ärztliche Tätigkeit. Zu welchen Tätigkeiten der Bachelor-Abschluss genau berechtigen soll, ist bislang ungeklärt. Bis 2007 hatten nur wenige der Länder, die sich der Bologna-Erklärung angeschlossen haben, einen Bachelor/Master-Studiengang in der Humanmedizin eingeführt. Sieben Länder, die Schweiz, Dänemark, die Niederlande, Belgien, Island, Armenien und Portugal, haben ihren medizinischen Fakultäten eine solche Umstrukturierung verbindlich vorgeschrieben. Vier Staaten überlassen
die Entscheidung ihren Universitäten. 19 Länder haben ihren Universitäten die Umsetzung hingegen ausdrücklich
untersagt, darunter viele osteuropäische Staaten, aber auch Italien und Spanien. Elf Länder hatten bis 2007 noch keine abschließende Entscheidung getroffen. Zu diesen zählt nach einer Studie der Association for Medical Education in Europe (AMEE) auch Deutschland.
Die International Federation of Medical Students’ Associations (IFMSA), die European Medical Students’ Association (EMSA) und Bundesvertretung der Medizinstudierenden in Deutschland (bvmd) befürworten die europaweite Einführung eines Bachelor/Master-Studiengangs in der Humanmedizin. Die Vereinigungen sehen jedoch neben den Chancen, die sich daraus bieten, auch Risiken. Zur Abgrenzung zu anderen Fächern fordern sie u. a. die Einführung eines Bachelor of Medicine und Master of Medicine.

## Medizinstudium in Deutschland
Das Medizinstudium ist durch die Approbationsordnung für Ärzte (ÄAppO) bundeseinheitlich geregelt. Zugangsvoraussetzung ist die Allgemeine Hochschulreife oder ein entsprechend anrechenbarer Schul- oder Berufsausbildungsabschluss.
Nach der Approbationsordnung von 2002 soll die Ausbildung

„grundlegende Kenntnisse, Fähigkeiten und Fertigkeiten in allen Fächern vermitteln, die für eine umfassende Gesundheitsversorgung der Bevölkerung erforderlich sind. Die Ausbildung zum Arzt wird auf wissenschaftlicher Grundlage und praxis- und patientenbezogen durchgeführt. Sie soll
- das Grundlagenwissen über die Körperfunktionen und die geistig-seelischen Eigenschaften des Menschen,
- das Grundlagenwissen über die Krankheiten und den kranken Menschen,
- die für das ärztliche Handeln erforderlichen allgemeinen Kenntnisse, Fähigkeiten und Fertigkeiten in Diagnostik, Therapie, Gesundheitsförderung, Krankheitsprävention und Rehabilitation,
- praktische Erfahrungen im Umgang mit Patienten, einschließlich der fächerübergreifenden Betrachtungsweise von Krankheiten und der Fähigkeit, die Behandlung zu koordinieren,
- die Fähigkeit zur Beachtung der gesundheitsökonomischen Auswirkungen ärztlichen Handelns,
- Grundkenntnisse der Einflüsse von Familie, Gesellschaft und Umwelt auf die Gesundheit, die Organisation des Gesundheitswesens und die Bewältigung von Krankheitsfolgen,
- die geistigen, historischen und ethischen Grundlagen ärztlichen Verhaltens

auf der Basis des aktuellen Forschungsstandes vermitteln. Die Ausbildung soll auch Gesichtspunkte ärztlicher Qualitätssicherung beinhalten und die Bereitschaft zur Zusammenarbeit mit anderen Ärzten und mit Angehörigen anderer Berufe des Gesundheitswesens fördern.“

Die Regelstudienzeit beträgt 12 Semester und 3 Monate. Die durchschnittliche Studiendauer im Jahr 2003 an deutschen Universitäten betrug 12,9 Semester.
Das Studium ist im Regelstudiengang in zwei Abschnitte geteilt:
- Vorklinischer Teil (erstes bis viertes Semester), an dessen Ende der erste Abschnitt der ärztlichen Prüfung (frühere Bezeichnungen: Ärztliche Vorprüfung, Physikum) steht,
- und einen klinischen Teil (fünftes bis zwölftes Semester). Er schließt im letzten Studienjahr eine zusammenhängende praktische Ausbildung (Praktisches Jahr, PJ) von 48 Wochen ein. Der zweite Abschnitt der ärztlichen Prüfung (schriftlich) findet vor dem Praktischen Jahr, der dritte und letzte Abschnitt (mündlich-praktisch) nach dem Praktischen Jahr statt.

Danach kann die staatliche Zulassung (Approbation) zur Berufsausübung als Arzt beantragt werden.
Die Gesamtzahl der Medizinstudenten in Deutschland lag 1975 bei 43.368, stieg bis 1992 auf 93.198, lag in den Folgejahren wieder niedriger und stieg danach von 78.545 im Jahr 2007 kontinuierlich bis auf 105.275 im Jahr 2021.
Etwa jeder zwölfte deutsche Medizinstudierende studierte (zwischen 2020 und 2024) im Ausland (vor allem Österreich und Ungarn, aber auch Polen, Tschechien, Großbritannien und Litauen) Medizin.

### Zulassung zum Studium
Es besteht eine bundesweite Zulassungsbeschränkung (Numerus clausus), da sich jedes Semester deutlich mehr Bewerber für das Medizinstudium bewerben, als die Hochschulen aufnehmen können. Die meisten Hochschulen nehmen nur zum Wintersemester neue Studenten auf, einige jedoch auch zum Sommersemester.
Zum Wintersemester 2020/21 bewarben sich fast 50.000 Abiturienten auf einen der 9660 Studienplätze an den 38 staatlichen Hochschulen, was 5,2 Bewerbern pro Platz entsprach. Für einen Studienplatz über die Abiturbestenquote war zu diesem Zeitpunkt eine Abiturnote von 1,0 oder 1,1 notwendig.
In den Jahren 1986 bis 1996 wurde einheitlich der Test für Medizinische Studiengänge (TMS, „Medizinertest“) zur Auswahl der Bewerber eingesetzt. Zwischenzeitlich akzeptierten ihn nur einige Universitäten, mit der Reform der Zulassungskriterien zum Sommersemester 2020 wurde er an den meisten medizinischen Fakultäten in Deutschland wieder eingeführt, nur die Universitäten Hamburg und Magdeburg nutzen mit dem HAM-Nat einen eigenen Test.
Seit der Reform 2020, die aufgrund eines Urteils des Bundesverfassungsgerichts notwendig wurde, werden 30 % (vorher 20 %) der verfügbaren Plätze von der Stiftung für Hochschulzulassung (SfH) nach Abschneiden im Abitur vergeben („Abiturbestenquote“). Hierbei wird seit 2020 nicht mehr die Durchschnittsnote, sondern die erreichte Punktzahl als primäres Kriterium herangezogen und über einen komplizierten Ausgleichsmechanismus werden die Abiturprüfungen des föderalen Bildungssystems vergleichbarer gemacht.
Die bis zur Reform einberechnete Wartezeit, nach der 20 % der Studienplätze verteilt wurden, wird nach einer Übergangsfrist ab dem Sommersemester 2022 nicht mehr berücksichtigt, eine Zulassung hierüber ist dementsprechend unabhängig von der Höhe der Wartezeit nicht mehr möglich. Die Wartezeit betrug zuletzt mindestens 14 Semester. Anstelle der Wartezeit ist die sogenannte Zusätzliche Eignungsquote (ZEQ) getreten, in der die Durchschnittsnote der Hochschulzugangsberechtigung keine Rolle spielen darf. Über sie werden 10 % der Studienplätze vergeben. Die Kriterien legen die Hochschulen individuell fest, beispielsweise können dies ein Ergebnis aus dem TMS, eine Berufsausbildung oder ein Auswahlgespräch sein.
Die übrigen Plätze – 60 % – dürfen die Hochschulen selbst vergeben; dies wird von der SfH organisiert (sogenanntes „Auswahlverfahren der Hochschulen“; „AdH“). Seit 2020 legt die SfH verbindliche Standards für die AdH-Quote fest, unter anderem müssen seit dem mindestens zwei schulnotenunabhängige Eignungskriterien maßgebliches Gewicht besitzen.
Angesichts der weit über der Zahl der Studienplätze liegenden Nachfrage versuchen manche Studienplatzbewerber, einen Studienplatz auf dem Klageweg zu erhalten. Die Klagen richten sich dabei gegen vermutete Fehler in den Kapazitätsberechnungen der Hochschulen. Sind sie erfolgreich, müssen die Hochschulen zusätzliche Studienplätze schaffen. Die Kosten je Verfahren liegen bei etwa 1.500 bis 10.000 Euro, aber die Klagen sind nur selten erfolgreich.
2013 waren 62 % der Erstsemester weiblich. Im Wintersemester 2021/2022 waren es 63,8 % aller Studierenden.

#### Geschichte der Zulassung von Frauen

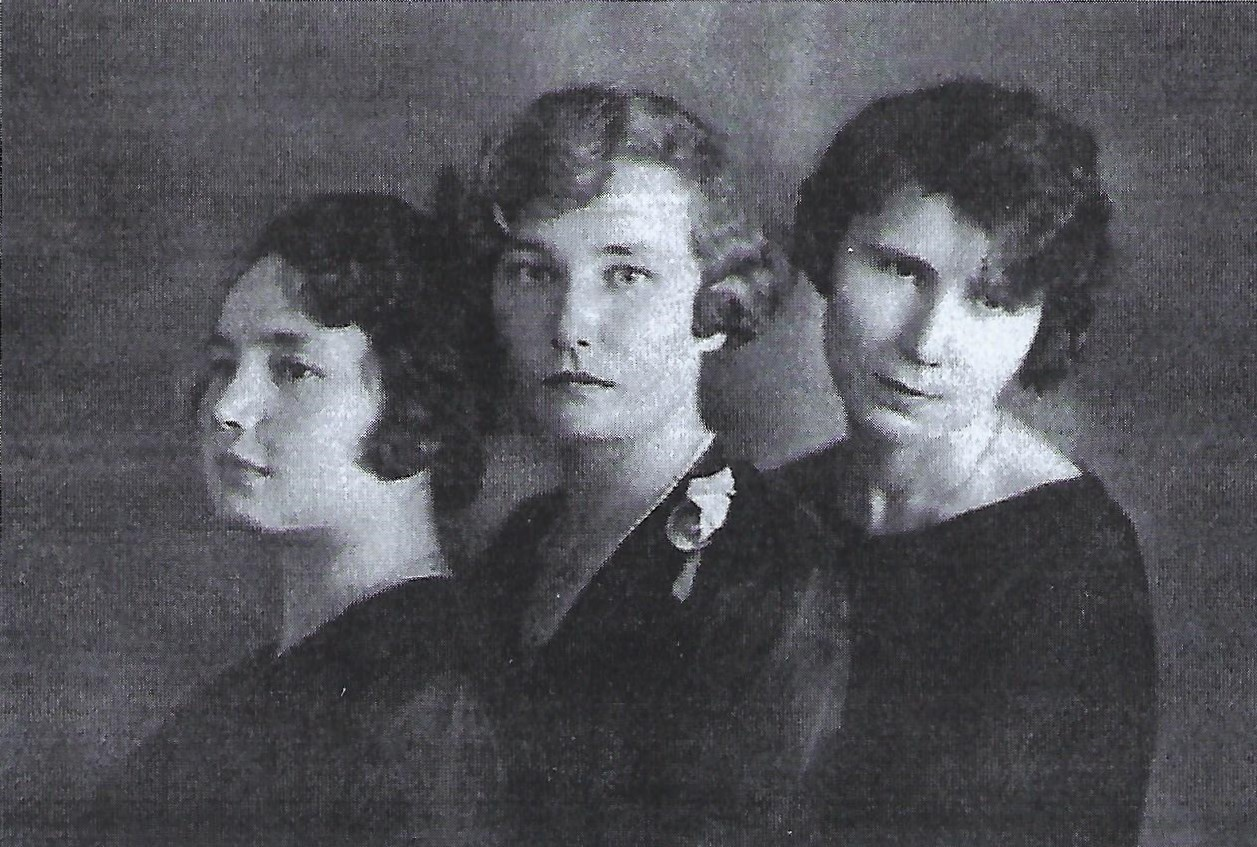
Die ersten Medizinerinnen in Lemberg (1928)

Die generelle Forderung nach Zulassung von Frauen zum Studium an deutschen Universitäten im Gewande einer Reichstagspetition hatte dort am 11. März 1891 noch „ungeheure Heiterkeit“ ausgelöst. So berichtet die erste deutsche Ärztin der neueren Zeit, Franziska Tiburtius (1843–1927), in ihren Lebenserinnerungen. Tiburtius war zwar 1876 in Zürich medizinisch promoviert worden, hatte in Deutschland zunächst allerdings lediglich als Heilpraktikerin arbeiten dürfen. Es dauerte jedoch noch neun Jahre, bis 1900 im Großherzogtum Baden Frauen rückwirkend zum Wintersemester 1899/1900 die Immatrikulation an den beiden Universitäten des Landes, in Freiburg und Heidelberg, gestattet wurde. Damit war Baden Vorreiter für die Zulassung von Frauen zum Studium in Deutschland. Bayern und Württemberg folgten 1903/4, Preußen zum Wintersemester 1908/1909; Schlusslicht war Mecklenburg im Sommersemester 1909. Frauen studierten nun an allen deutschen Universitäten und standen damit deutlich gegen das alte Vorurteil weiblicher Bildungsunfähigkeit. Dora Brücke-Teleky (1879–1963) wurde 1911 als erste Frau in die Deutsche Gesellschaft für Urologie aufgenommen.

### Vorklinischer Teil
Im vorklinischen Ausbildungsabschnitt werden die natur- und sozialwissenschaftlichen Grundlagen der Medizin vermittelt. Am Ende der Vorklinik sollte der Student wissenschaftliche Prinzipien verstanden haben und wissen, wie der menschliche Körper im Normalzustand funktioniert und aufgebaut ist. Das Wissen über Krankheiten und Heilung folgt im klinischen Teil.
Um sich dem „ersten Abschnitt der Ärztlichen Prüfung“ am Ende der Vorklinik stellen zu können, müssen 14 Veranstaltungen mit Erfolg und genügender Anwesenheit besucht und die entsprechenden Klausuren bestanden werden:
Praktika in Physik, Chemie, Biologie, Physiologie, Biochemie / Molekularbiologie, Kursus der makroskopischen und mikroskopischen Anatomie, Kursus der medizinischen Soziologie und Psychologie, Seminar Physiologie, Biologie / Molekularbiologie, Anatomie, Praktika zur Einführung in die klinische Medizin, Medizinischer Terminologie, Berufsfelderkundung. Im vielfach als anstrengendsten und spannendsten bezeichneten Kurs der Vorklinik, dem Präparierkurs der makroskopischen Anatomie, werden im Regelfall alle makroskopisch sichtbaren Leitungsbahnen und Gewebe des Menschen freipräpariert, sowie alle inneren Organe und die Kopf-Hals-Region sowie das ZNS dargestellt. Für den optimalen Einblick in tiefliegende Gewebe und Organe werden dazu die Leichen teilweise im Becken halbiert und Organe wie der Darm komplett abgetrennt, herausgenommen und ausgewaschen.
Dazu kommt ein Wahlfach. Außerdem müssen ein Krankenpflegepraktikum (90 Tage, die auch in zwei oder drei Abschnitte von jeweils mindestens 30 Tagen gegliedert werden können) und (seit Oktober 1972) eine Ausbildung in Erster Hilfe nachgewiesen werden.

### Klinischer Teil
Im klinischen Abschnitt werden die folgenden Fächer unterrichtet:
- Allgemeinmedizin
- Anästhesiologie
- Arbeitsmedizin / Sozialmedizin
- Augenheilkunde
- Chirurgie
- Dermatologie / Venerologie
- Frauenheilkunde / Geburtshilfe
- Hals-Nasen-Ohrenheilkunde
- Humangenetik
- Hygiene / Mikrobiologie / Virologie
- Innere Medizin
- Kinderheilkunde
- Klinische Chemie / Laboratoriumsdiagnostik
- Neurologie
- Orthopädie
- Pathologie
- Pharmakologie / Toxikologie
- Psychiatrie und Psychotherapie
- Psychosomatische Medizin und Psychotherapie
- Rechtsmedizin
- Urologie
- sowie ein Wahlfach.

Außerdem werden Leistungsnachweise in folgenden Querschnittsbereichen gefordert:
- Epidemiologie, medizinische Biometrie und medizinische Informatik
- Geschichte, Theorie, Ethik der Medizin,
- Gesundheitsökonomie, Gesundheitssystem, Öffentliches Gesundheitswesen,
- Infektiologie, Immunologie,
- Klinisch-pathologische Konferenz,
- Klinische Umweltmedizin,
- Medizin des Alterns und des alten Menschen,
- Notfallmedizin,
- Klinische Pharmakologie/Pharmakotherapie,
- Prävention, Gesundheitsförderung,
- Bildgebende Verfahren, Strahlenbehandlung, Strahlenschutz,
- Rehabilitation, Physikalische Medizin, Naturheilverfahren,
- Palliativmedizin,
- Schmerzmedizin.[32]

Diese sind in der Regel mit ihrer Nummer benannt, z. B. Q13 – Palliativmedizin.

### Famulatur
Nach dem bestandenen ersten Abschnitt der Ärztlichen Prüfung bis zum Beginn des Praktischen Jahres (PJ) sind während der unterrichtsfreien Zeiten insgesamt vier Monate Famulatur abzuleisten. Diese hat den Zweck, die Studierenden mit der ärztlichen Patientenversorgung vertraut zu machen. Sie findet
1. für die Dauer eines Monats in einer Einrichtung der ambulanten Krankenversorgung, die ärztlich geleitet wird, oder einer geeigneten ärztlichen Praxis,
2. für die Dauer von zwei Monaten in einem Krankenhaus und
3. für die Dauer eines Monats in einer Einrichtung der hausärztlichen Versorgung statt.

### Praktisches Jahr
Das Praktische Jahr (PJ) findet (gemäß der Approbationsordnung für Ärzte, § 3) nach Abschluss des Zweiten Abschnitts der Ärztlichen Prüfung im letzten Jahr des Medizinstudiums statt. Es gliedert sich in drei Ausbildungsabschnitte (Tertiale) von je 16 Wochen:
1. in Innerer Medizin,
2. in Chirurgie und
3. in der Allgemeinmedizin (in einer akademischen Lehrpraxis) oder in einem der übrigen klinischpraktischen Fachgebiete.

An der Medizinischen Fakultät Mannheim der Universität Heidelberg gliedert sich das Praktische Jahr in vier Abschnitte (Quartale) von je 12 Wochen. Zu den beiden Pflichtfächern Innere Medizin und Chirurgie kommt noch ein weiteres Pflichtquartal in ambulanter Medizin. Ein weiteres Quartal ist ebenfalls in einem Wahlfach zu absolvieren.
In diesem Ausbildungsabschnitt steht die Ausbildung am Patienten im Mittelpunkt. Die Studenten sollen die während des vorhergehenden Studiums erworbenen ärztlichen Kenntnisse, Fähigkeiten und Fertigkeiten in der Praxis vertiefen und erweitern. Dazu führen sie entsprechend ihrem Ausbildungsstand unter Anleitung, Aufsicht und Verantwortung des ausbildenden Arztes ihnen zugewiesene ärztliche Verrichtungen durch. Zur Ausbildung gehört die Teilnahme an klinischen Konferenzen, einschließlich der pharmakotherapeutischen und klinischpathologischen Besprechungen. Während des gesamten Jahres haben die sogenannten PJ-ler 30 Fehltage, von denen sie maximal 20 Tage in einem der drei Abschnitte nehmen können. Unter dem Begriff Fehltage subsumieren sich sowohl Urlaubstage als auch krankheitsbedingte Fehltage, sodass bei einer eventuell neu aufgetretenen langwierigen Erkrankung oder bei schweren Unfällen möglichst frühzeitig mit Klinikleitung und Landesprüfungsamt ein Weg gefunden werden sollte, der das mögliche Wiederholen des praktischen Jahres verhindert. Ein beliebtes und sinnvolles Vorgehen ist es, 20 der 30 Fehltage bis zum Schluss aufzuheben, um mehr Zeit zum Lernen zu haben und mögliche neue Erkrankungen gegen Ende abpuffern zu können. Aus diesem Grunde wird es ebenso als sinnvoll betrachtet, sein Wahlfach nicht in das dritte Tertial zu legen, da dieses dann das kürzeste Tertial darstellt und in der Regel das Wahlfach dasjenige ist, das man später auch gerne beruflich ausüben möchte, es sei denn, man möchte Internist oder Chirurg werden.
Im Koalitionsvertrag von 2025 sind eine Vergütung, die mindestens dem BAFöG-Satz entspricht, sowie eine „gerechte und einheitliche Fehlzeitenregelung“ vorgesehen. Der 129. Ärztetag im Mai 2025 rief zu einer zügigen Umsetzung dieser Änderungen auf. Außerdem forderte der Ärztetag eine baldige Umsetzung einer qualitativ hochwertigen Ausbildung im PJ durch Mentoring, Betreuung und Lehrveranstaltungen gemäß den Entwürfen der neuen Approbationsordnung für Ärzte (ÄApprO) sowie einen Mindestabstand von vier Wochen zwischen dem Ende des PJ und dem dritten Abschnitt der Ärztlichen Prüfung.
Zur besseren Vereinbarkeit von Familie und Beruf bzw. Studium ermöglichte es die Erste Verordnung zur Änderung der Approbationsordnung für Ärzte vom 17. Juli 2012, das Praktische Jahr in Teilzeit durchzuführen.
Als Pendant existiert an den Schweizer Universitäten das Wahlstudienjahr, das je nach Studienort im fünften oder sechsten Studienjahr absolviert wird. Hierbei sollen im klinischen Alltag praktische Fähigkeiten erlernt werden. Anders als beim PJ in Deutschland können die Stellen in der Schweiz weitgehend frei gewählt werden und müssen nicht als Tertiale absolviert werden.

### Ärztliche Prüfungen

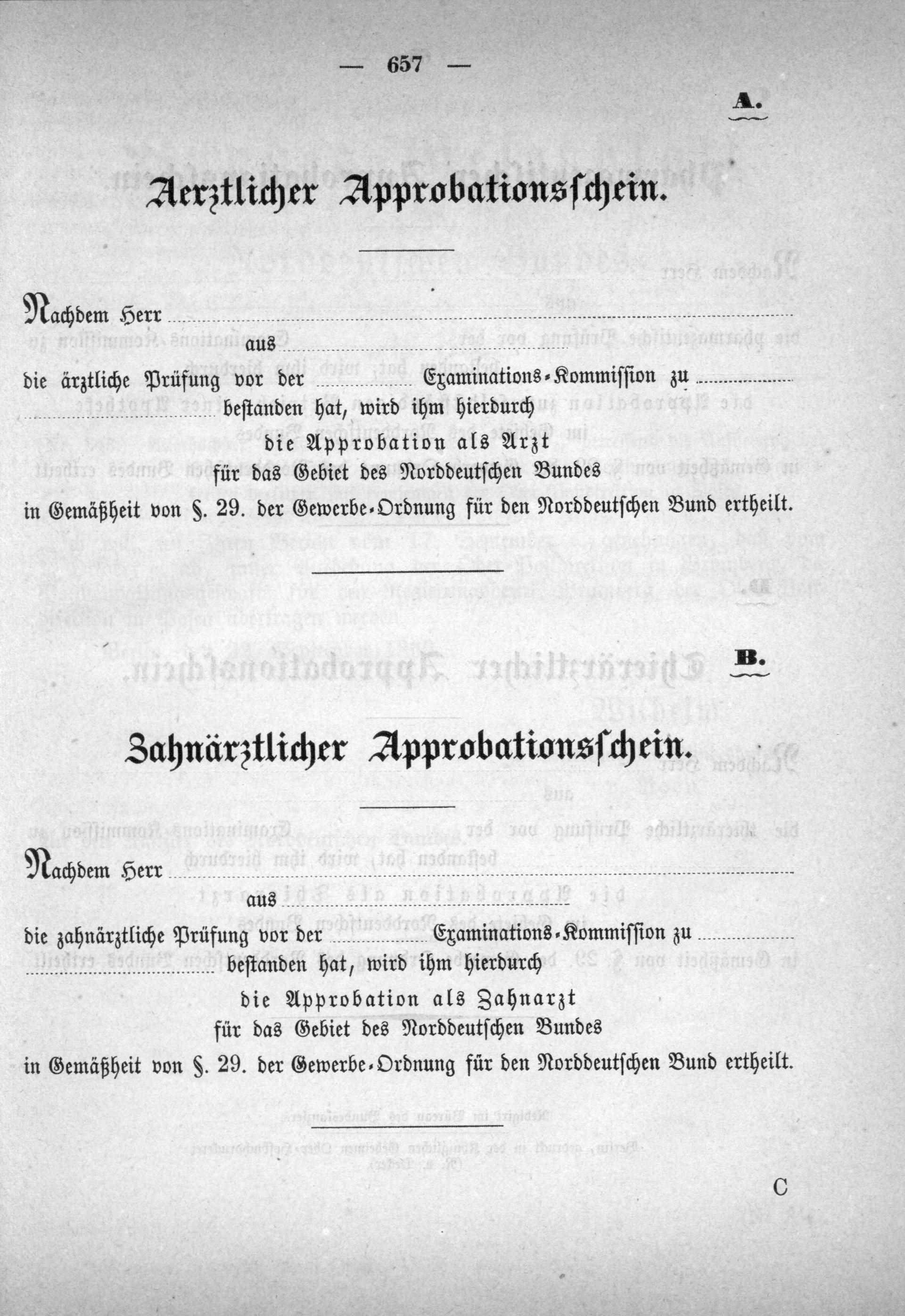
Norddeutsches Bundesgesetzblatt 1869 mit Approbationsschein

Die ärztliche Prüfung besteht im ersten Abschnitt aus einem schriftlichen und einem mündlich-praktischen Teil. Im zweiten Abschnitt aus einem schriftlichen, und im dritten, letzten Abschnitt der ärztlichen Prüfung, wiederum aus einem mündlich-praktischen Teil. Die schriftlichen Prüfungen am Ende des vorklinischen Studienabschnitts (schriftlicher Teil des ersten Abschnitts der ärztlichen Prüfung, aufgrund der geschichtlichen Entwicklung der Prüfungsordnung noch heute von den meisten Medizinstudenten als Physikum bezeichnet) und vor dem Praktischen Jahr (zweiter Abschnitt der ärztlichen Prüfung) werden vom Institut für medizinische und Pharmazeutische Prüfungsfragen (IMPP) erarbeitet. Der dritte Abschnitt der ärztlichen Prüfung (mündlich-praktisch) wird nach dem erfolgreich abgeschlossenen Praktischen Jahr (PJ) absolviert und von den medizinischen Fakultäten organisiert.
Im Jahr 2016 schlossen in Deutschland 9.647 Personen das Studium ab.

#### Prüfungsbezeichnungen, Synonyme, Abkürzungen und umgangssprachliche Bezeichnungen
| offizielle Bezeichnung laut Approbationsordnung           | Abkürzung                          |
| --------------------------------------------------------- | ---------------------------------- |
| 1. Abschnitt der Ärztlichen Prüfung – M1 (ugs.: Physikum) | 1. ÄP oder (ugs.: 1. Staatsexamen) |
| 2. Abschnitt der Ärztlichen Prüfung – M2                  | 2. ÄP oder (ugs.: 2. Staatsexamen) |
| 3. Abschnitt der Ärztlichen Prüfung – M3                  | 3. ÄP oder (ugs.: 3. Staatsexamen) |

#### Synonyme der Prüfungsbezeichnungen (Approbationsordnung von 2002)
| offizielle Bezeichnung laut Approbationsordnung | umgangssprachlich unter Studenten | Abkürzung          | in Buchtiteln verwendet                                                                                                   |
| ----------------------------------------------- | --------------------------------- | ------------------ | --- |
| 1. Abschnitt der Ärztlichen Prüfung             | Physikum                          | 1. ÄP oder 1. Stex | Physikum exakt (Thieme Verlag), Das Physikum (Elsevier Verlag), Das Erste (Springer Verlag), 1. ÄP (Thieme Verlag)        |
| 2. Abschnitt der Ärztlichen Prüfung             | Hammerexamen                      | 2. ÄP oder 2. Stex | Das Hammerexamen (Elsevier Verlag), Das Zweite (Springer-Verlag), Hammerexamen (Medi-Learn Verlag), 2. ÄP (Thieme Verlag) |

Ein Abschnitt gilt nur dann als bestanden, wenn sowohl der schriftliche als auch der mündlich-praktische Teil bestanden sind. Der früher mögliche Ausgleich eines mangelhaften Prüfungsteils durch ein „Gut“ im anderen gilt nicht mehr. Das frühere erste und zweite Staatsexamen gibt es nach der neuen Approbationsordnung nicht mehr. Stattdessen müssen die Fakultäten die Wissensüberprüfung nach dem ersten Abschnitt der Ärztlichen Prüfung vollständig übernehmen. Jeder Student muss als Zulassungsvoraussetzung für den zweiten Abschnitt der Ärztlichen Prüfung Leistungsnachweise in 22 Hauptfächern und zwölf Querschnittsfächern erbringen (siehe oben).

#### Promotion
Im Gegensatz zum in der Regel drei- bis fünfjährigen Doktoratsstudium oder Promotionsstudium in anderen Fächern beträgt die Dauer einer medizinischen Promotion meist etwa ein bis zwei Semester bei einer Vollzeitpromotion oder aber drei bis vier Semester, wenn die Doktorarbeit parallel zum laufenden Studium geschrieben wird.
Eine Dissertation ist in Deutschland innerhalb und nach Abschluss des Medizinstudiums nicht vorgeschrieben. Man kann das Medizinstudium mit dem dritten Abschnitt der ärztlichen Prüfung abschließen und nach Erhalt der Approbation als Arzt arbeiten. Man ist dann allerdings nicht promoviert. Der Weg zu einer späteren Habilitation in Deutschland ist erst nach einer erfolgten Promotion, die dann z. B. im Rahmen einer wissenschaftlichen Teilzeitstelle an einer Klinik erlangt werden kann, möglich.
Im Jahr 2016 wurden in Deutschland 6.372 Promotionen in Humanmedizin erteilt. Bei gleichzeitig 9.647 Studienabschlüssen ist die Quote der promovierten Humanmediziner somit etwa 66 %.
Die Qualität vieler medizinischer Promotionen wird im Vergleich zu den deutlich umfangreicheren Promotionen anderer Fächer oftmals kritisiert, weshalb der Medizinische Fakultätentag daran arbeitet, den wissenschaftlichen Anspruch der medizinischen Promotion durch strukturierte Promotionsprogramme zu erhöhen. Erste Programme existieren zum Beispiel schon in Heidelberg, München oder Lübeck. Dadurch fallen Promotionsarbeiten zunehmend umfangreicher aus, sodass eher von einem Jahr in Vollzeit und einer mehrjährigen Fortführung parallel zum Studium auszugehen ist.

### Medizinische Fakultäten in Deutschland
Neben den von den deutschen Bundesländern betriebenen medizinischen Fakultäten, die den lokalen Universitäten angeschlossen sind, sind in den letzten Jahren auch Studiengänge an deutschen Kliniken entstanden, die nicht landeseigene Universitätskliniken sind, und die vielmehr ihre Fakultäten im europäischen Ausland haben, bei denen entsprechend auch nicht deutsche Zulassungsverfahren und Prüfämter zuständig sind. Ebenso sind private Hochschulen entstanden sowie Zweitstandorte von staatlichen medizinischen Fakultäten.
| Hochschule                                                                            | Ort                  | Bundesland             | Anzahl Studienplätze pro Jahr (1. Fachsemester)          |
| ------------------------------------------------------------------------------------- | -------------------- | ---------------------- | -------------------------------------------------------- |
| Rheinisch-Westfälische Technische Hochschule (Modellstudiengang)                      | Aachen               | Nordrhein-Westfalen    | 284 (WS)                                                 |
| Universität Augsburg (Modellstudiengang)                                              | Augsburg             | Bayern                 | 84 (ab WS 19/20); sukzessive Steigerung auf 252          |
| Charité – Universitätsmedizin Berlin (Modellstudiengang)                              | Berlin               | Berlin                 | 656 = 331 (WS) + 325 (SS)                                |
| Universität Bielefeld (Modellstudiengang)                                             | Bielefeld            | Nordrhein-Westfalen    | 60 (ab WS 21/22); Steigerung auf bis zu 300 bis WS 25/26 |
| Ruhr-Universität Bochum (integrierter Reformstudiengang)                              | Bochum               | Nordrhein-Westfalen    | 337                                                      |
| Rheinische Friedrich-Wilhelms-Universität Bonn                                        | Bonn                 | Nordrhein-Westfalen    | 326 (WS)                                                 |
| Technische Universität Dresden                                                        | Dresden              | Sachsen                | 225 (WS)                                                 |
| Heinrich-Heine-Universität Düsseldorf (Modellstudiengang)                             | Düsseldorf           | Nordrhein-Westfalen    | 411 (WS)                                                 |
| Friedrich-Alexander-Universität Erlangen-Nürnberg                                     | Erlangen Bayreuth    | Bayern                 | 351 = 176 (WS) + 175 (SS)                                |
| Universität Duisburg-Essen                                                            | Essen                | Nordrhein-Westfalen    | 225 (WS)                                                 |
| Johann-Wolfgang-Goethe-Universität Frankfurt am Main                                  | Frankfurt am Main    | Hessen                 | 393 (WS)                                                 |
| Albert-Ludwigs-Universität Freiburg                                                   | Freiburg im Breisgau | Baden-Württemberg      | 323 (WS)                                                 |
| Justus-Liebig-Universität Gießen                                                      | Gießen               | Hessen                 | 350 = 175 (WS) + 175 (SS)                                |
| Georg-August-Universität Göttingen                                                    | Göttingen            | Niedersachsen          | 294 = 147 (WS) + 147 (SS)                                |
| Universität Greifswald                                                                | Greifswald           | Mecklenburg-Vorpommern | 196 (WS)                                                 |
| Martin-Luther-Universität Halle-Wittenberg                                            | Halle                | Sachsen-Anhalt         | 233 (WS)                                                 |
| Universität Hamburg (Modellstudiengang: iMED)                                         | Hamburg              | Hamburg                | 359 (WS)                                                 |
| Medizinische Hochschule Hannover (Modellstudiengang: HannibaL)                        | Hannover             | Niedersachsen          | 270 (WS)                                                 |
| Ruprecht-Karls-Universität Heidelberg                                                 | Heidelberg           | Baden-Württemberg      | 345 (WS)                                                 |
| Carl von Ossietzky Universität Oldenburg (Modellstudiengang)                          | Oldenburg            | Niedersachsen          | 120 (WS)                                                 |
| Universität des Saarlandes                                                            | Homburg              | Saarland               | 278 (WS)                                                 |
| Friedrich-Schiller-Universität Jena                                                   | Jena                 | Thüringen              | 260 (WS)                                                 |
| Christian-Albrechts-Universität zu Kiel                                               | Kiel                 | Schleswig-Holstein     | 200 (WS)                                                 |
| Universität zu Köln (Modellstudiengang)                                               | Köln                 | Nordrhein-Westfalen    | 378 = 189 (WS) + 189 (SS)                                |
| Universität Leipzig                                                                   | Leipzig              | Sachsen                | 320 (WS)                                                 |
| Universität zu Lübeck                                                                 | Lübeck               | Schleswig-Holstein     | 190 (WS)                                                 |
| Otto-von-Guericke-Universität Magdeburg                                               | Magdeburg            | Sachsen-Anhalt         | 192 (WS)                                                 |
| Johannes Gutenberg-Universität Mainz                                                  | Mainz                | Rheinland-Pfalz        | 430 = 216 (WS) + 214 (SS)                                |
| Ruprecht-Karls-Universität Heidelberg, Standort Mannheim (Modellstudiengang: MaReCuM) | Mannheim             | Baden-Württemberg      | 217 (WS)                                                 |
| Philipps-Universität Marburg                                                          | Marburg              | Hessen                 | 268 (WS)                                                 |
| Ludwig-Maximilians-Universität München                                                | München              | Bayern                 |                                                          |
| Technische Universität München                                                        | München              | Bayern                 |                                                          |
| Universität Münster                                                                   | Münster              | Nordrhein-Westfalen    | 282 = 141 (WS) + 141 (SS)                                |
| Medizinische Hochschule Brandenburg Theodor Fontane (Modellstudiengang: BMM, privat)  | Neuruppin            | Brandenburg            |                                                          |
| Universität Regensburg                                                                | Regensburg           | Bayern                 | 224 (WS)                                                 |
| Universität Rostock                                                                   | Rostock              | Mecklenburg-Vorpommern | 215 (WS)                                                 |
| Eberhard Karls Universität Tübingen                                                   | Tübingen             | Baden-Württemberg      | 327 = 164 (WS) + 163 (SS)                                |
| Universität Ulm                                                                       | Ulm                  | Baden-Württemberg      | 300 (WS)                                                 |
| Julius-Maximilians-Universität Würzburg                                               | Würzburg             | Bayern                 | 315 = 158 (WS) + 157 (SS)                                |
| Universität Witten/Herdecke (Modellstudiengang, privat)                               | Witten               | Nordrhein-Westfalen    | 168 = 84 (WS) + 84 (SS)                                  |
| Universitätsmedizin Neumarkt a. M. Campus Hamburg (UMCH, privat)                      | Hamburg              | Hamburg                | 150 WS                                                   |
| Medical School Hamburg (MSH, privat)                                                  | Hamburg              | Hamburg                |                                                          |
| Medical School Berlin (MSB, privat)                                                   | Berlin               | Berlin                 |                                                          |
| Health and Medical University (HMU, privat)                                           | Potsdam, Erfurt      | Brandenburg, Thüringen |                                                          |

#### Neugründungen deutscher staatlicher Fakultäten
Viele medizinische Fakultäten wurden in Deutschland in den 1970er Jahren gegründet, seitdem gab es über Jahrzehnte keine größeren Veränderungen. Nach der Wiedervereinigung Deutschlands wurde die Medizinische Akademie Erfurt Ende 1993 geschlossen. Erst mit zunehmendem Ärztemangel kamen in den 2010er Jahren neue Pläne auf. Die erste neu gegründete staatliche medizinische Fakultät entstand am Klinikum Augsburg und nahm den humanmedizinischen Studiengang zum Wintersemester 2019/20 auf. Zudem wurde in Bayern 2018 „laut nachgedacht“, eine weitere medizinische Fakultät in Passau zu gründen.
Im November 2020 begann am Klinikum Chemnitz ein Reformstudiengang in Zusammenarbeit mit der Medizinischen Fakultät der Technischen Universität Dresden, eine medizinische Fakultät ist im Aufbau.
An der Universität Bielefeld hat zum Wintersemester 2021/22 eine Medizinische Fakultät ihre Arbeit aufgenommen. Es handelt sich um einen Modellstudiengang; die Kapazität ist ab 2025 auf 300 Studierende pro Jahr ausgelegt; im Startsemester werden 60 Studierende zugelassen. Ähnlich wie in Bochum firmieren mehrere Kliniken in öffentlicher und kirchlicher Trägerschaft unter dem Namen Universitätsklinikum Ostwestfalen-Lippe.
Das Land Brandenburg plant eine staatliche Hochschulmedizin in Cottbus. Das „Innovationszentrum Universitätsmedizin Cottbus“ (IUC) besteht zukünftig aus der Universitätsmedizin Cottbus sowie einem digital unterstütztem Netzwerk von Akteuren der Gesundheitssystemforschung. Dafür wird das Carl-Thiem-Klinikum Cottbus in eine Universitätsklinik transformiert. Die ersten Studierenden der Humanmedizin sollen zum Wintersemester 2026/27 immatrikuliert werden.

#### Modell- und Reformstudiengänge an deutschen staatlichen Hochschulen
Abweichungen von dem gesetzlich festgelegten Ausbildungsgang sind laut § 41 der Approbationsordnung in Form von zeitlich befristeten, landesrechtlich genehmigten Modellstudiengängen möglich. Der erste Reformstudiengang entstand zum Wintersemester 1999 an der Charité Berlin. Der Modellstudiengang an der Universität Witten/Herdecke (seit 1983) ist vor allem durch seine vorklinische Ausbildung in kleinen Lerngruppen nach dem POL (ProblemOrientiertes Lernen) und durch die klinische Ausbildung mit Schwerpunkt „Bedside teaching“ in den Kliniken geprägt. Bekannt ist auch das Reformcurriculum DIPOL (Dresdner Integratives Problem / Praxis / Patienten-Orientiertes Lernen) an der TU Dresden.
Seit dem Wintersemester 2005/2006 werden 270 Erstsemester an der Medizinischen Hochschule Hannover (MHH) ausschließlich im Modellstudiengang Medizin ausgebildet. Dies ist an der Medizinischen Fakultät der RWTH Aachen seit dem WS 2003/2004 der Fall, wo statt des Physikums im vierten Semester die Ärztliche Basisprüfung nach dem sechsten Semester und die Klinische Kompetenzprüfung nach dem zehnten Semester stattfindet. An der Universität zu Köln gibt es seit dem Wintersemester 2003 ebenfalls einen Modellstudiengang, an dem alle Studienanfänger teilnehmen müssen. Hierbei wurde aber die allgemeine Gliederung des Studiengangs insofern beibehalten, als die Prüfungen nach der Vorlage der Approbationsordnung ablaufen, d. h. nach dem vierten Semester und den zugehörigen Äquivalenzprüfungen (ehemals Physikum) hat man die Vorklinik hinter sich und kann relativ problemlos in den Regelstudiengang anderer Universitäten wechseln.
Die Universität Heidelberg lehrt seit 2001 an der Medizinischen Fakultät Heidelberg einen an das Curriculum der Harvard Medical School (Boston/MA, USA) angelehnten Reformstudiengang namens HEICUMED (Heidelberger Curriculum Medicinale). In Abgrenzung dazu wird am Standort Heidelberg-Mannheim, wo die (auch zur Universität Heidelberg gehörige) Medizinische Fakultät Mannheim für Lehre, Forschung und das Klinikum zuständig ist, ein eigener Modellstudiengang (MaReCum) betrieben. Am Standort Heidelberg-Mannheim ist auch die Möglichkeit gegeben, im 4. und 5. Studienjahr parallel zum Medizinstudium verschiedene zusätzliche Qualifizierungsschwerpunkte zu wählen.
Die Ludwig-Maximilians-Universität München führte 2004 ein neues Curriculum „MeCuM“ ein, welches sich sowohl aus der neuen ÄAppO als auch den Erkenntnissen aus der Partnerschaft mit der Harvard Medical School ergab. Das Curriculum beinhaltet u. a. den Erwerb klinischer Kompetenz von Beginn des Studiums an, die frühe Möglichkeit für Studenten wissenschaftlich zu arbeiten und die gezielte Vorbereitung auf die ärztliche Rolle und den Umgang mit Patienten.
Das Bochumer Modell ermöglicht Medizinstudenten an der Ruhr-Universität Bochum, ihre klinische Ausbildung in den in der Region liegenden Krankenhäusern/Universitätskliniken zu absolvieren. Außerdem ist es seit dem Wintersemester 2003/2004 für eine Gruppe von 42 Studierenden möglich, ihr Medizinstudium in einem Modellstudiengang zu absolvieren. Auch in Bochum steht das Problemorientierte Lernen (POL) im Vordergrund des vorklinisch-klinisch-verzahnten Medizinstudiums. Das Physikum wurde durch gleichwertige, fakultätsinterne Prüfungen (sog. Objective Structured Clinical Examination und Modified Essay Questions Tests) ersetzt. Im Modellstudiengang Medizin (MSM) in Bochum wurden zum WS 2012/2013 keine neuen Studenten zugelassen. Die 5 Jahrgänge, die derzeit im Modellstudiengang studieren, sollen das Studium wie geplant beenden. In naher Zukunft soll in Bochum ein „Reformstudiengang“ für alle eingeführt werden, der Elemente des MSM beinhaltet. Seit 2012 gibt es in Hamburg den Modellstudiengang iMED. Der Unterricht erfolgt in drei Lernspiralen in 18 Modulen.
Aber auch an anderen Universitätskliniken werden neue Formen der Ausbildung entwickelt, die das häufig beklagte Praxisdefizit vermindern sollen, z. B. Problemorientiertes Lernen (POL), engere Verzahnung von theoretischer und klinischer Ausbildung, das Studienhospital mit Patienten darstellenden Schauspielern usw. Ebenfalls seit diesem Semester bietet die Heinrich-Heine-Universität Düsseldorf einen Modellstudiengang an. Er dauert regulär sechs Jahre und ist in drei Qualifikationsstufen gegliedert. Dabei ist besonders in der zweiten Stufe viel Praxis integriert.

### Studiengänge an deutschen privaten Hochschulen
- Seit dem Sommersemester 2015 bietet die neu gegründete private Medizinische Hochschule Brandenburg „Theodor Fontane“ (MHB) einen sogenannten Brandenburger Modellstudiengang Medizin (BMM) an. In kleinen Lerngruppen sollen im problemorientierten Lernen Inhalte vermittelt werden. Das Aneignen theoretischen Wissens und dessen praktische Anwendungen werden bereits ab dem ersten Semester durch einen Praxistag in einer Lehrpraxis sowie durch Praktika in Krankenhäusern verbunden. Im Unterrichtsformat „TRIK“ (Teamarbeit, Reflexion, Interaktion, Kommunikation) reflektieren Studierende in der Praxis Erlebtes unter Supervision. Rund 20 Kliniken und mehrere Lehrarztpraxen sind Kooperationspartner der MHB.

- An der nichtstaatlichen Universität Witten/Herdecke kann seit 1983 Medizin studiert werden. Eine Besonderheit ist das ergänzende Angebot der Ausbildung in anthroposophischer Medizin, traditioneller chinesischer Medizin und Homöopathie.

- Die Medical School Hamburg (MSH) wurde 2017 akkreditiert und bietet einen Studiengang Humanmedizin zusammen mit den Helios Kliniken Schwerin an.

### Studiengänge ausländischer Hochschulen in Deutschland
Hierbei erfolgt die Approbation jeweils im Heimatland der Stamm-Universität und nach dem dortigen nationalen Recht, wird aber durch die EU-weite gegenseitige Berufsanerkennungsrichtlinie nach Antrag in allen anderen EU-Ländern anerkannt. Die privaten Studiengänge sind alle kostenpflichtig und außerhalb der deutschen Zulassungsbeschränkungen.
- Kassel: Seit dem Wintersemester 2013/2014 bietet auch die Kassel School of Medicine ein fünfjähriges, bilinguales Studium an, das in Kooperation mit der Universität Southampton stattfindet, wo die Einschreibung und die spätere Approbation erfolgen.[62]
- Hamburg
  - Seit dem Wintersemester 2019/2020 bietet Universitätsmedizin Neumarkt am Mieresch Campus Hamburg (UMCH) das sechsjährige Studium der Humanmedizin in englischer Sprache an. Hierbei handelt es sich um die Hamburger Niederlassung der George Emil Palade Universität für Medizin, Pharmazie, Naturwissenschaften und Technik Neumarkt am Mieresch (UMFST) in Rumänien.[63] Die Approbation erfolgt nach rumänischem Recht.
  - Der Asklepios Campus Hamburg gehört zur Semmelweis-Universität Budapest. Dort kann seit 2008 der klinische Teil des Studiums abgelegt werden.

- Nürnberg: An der Paracelsus Medizinischen Privatuniversität kann am Klinikum Nürnberg Medizin studiert werden.

### Digitales Studium auf Malta
Vom November 2018 bis zum Oktober 2023 bot die private Hochschule EDU ein digitales Bachelor- und Masterstudium der Humanmedizin an, was sich vorwiegend an deutsche Interessenten wendete. Die EDU wurde von der Digital Education Holdings Limited (DEH) auf Malta betrieben, die 2024 in Auflösung befindlich ist. Deutscher Partner war der private Klinikkonzern Helios Kliniken. Der Abschluss des Studiums führte weder auf Malta noch einem anderen Land der EU zur Approbation.
Nach detaillierter Prüfung durch die Zentralstelle für ausländisches Bildungswesen (ZAB) im Sekretariat der Kultusministerkonferenz 2020 fiel der Masterabschluss nicht unter die automatische Berufsanerkennung innerhalb der Europäischen Union nach EU-Berufsanerkennungsrichtlinie 2005/36/EG, da die DEH nicht als university (Universität) eingestuft worden war, sondern als higher education institution (höhere Bildungseinrichtung), und ein in Malta vorgeschriebener praktischer Dienst zur Berufsanerkennung nicht absolviert wurde und auch kein Zugang dazu bestand. Zudem hielten die Bundesärztekammer und der Medizinische Fakultätentag (MFT) die Qualität des Studiums und die Qualifikation der Lehrenden und Prüfenden für „fraglich“. Der Generalsekretär des MFT, Frank Wissing warnte, dass dieses Studium „keine ausreichende Vorbereitung auf die Praxis“ biete.

### Statistik

Erstsemester für Humanmedizin in Deutschland von 1993 bis 2002

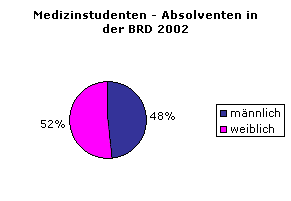
Humanmedizinstudenten in Deutschland 2002

- Im Wintersemester 2022/2023 begannen 14.300 Studierende ein Studium der Humanmedizin, 17 Prozent mehr als zehn Jahre zuvor.[67]
- Der Frauenanteil unter den Studienanfängern in Humanmedizin in Deutschland ist in den letzten Jahren deutlich über den Männeranteil gestiegen. Unter den Absolventen ist der Frauenanteil in Deutschland etwas geringer als unter den Studienanfängern, jedoch liegt er noch über dem Männeranteil. So standen im Jahre 2002 4630 Medizinstudentinnen mit abgeschlossener ärztlicher Prüfung 4222 männlichen Kommilitonen gegenüber.
- Bei der SfH in Deutschland gingen für das Wintersemester 2010/2011 40.387 Bewerbungen für 8629 Studienplätze ein.[68]
- Laut einer Befragung von 372 Studierenden der Humanmedizin, die im Wintersemester 2012/13 im Auftrag des Bundesministeriums für Bildung und Forschung durchgeführt wurde, lag die durchschnittliche Zeitbelastung durch das Studium bei 38,9 Stunden pro Woche. 68 Prozent der Studierenden waren weiblich. In einer Reihe von Kriterien erreichten Studierende der Humanmedizin die höchsten Werte: 62 Prozent hatten wenigstens einen Elternteil mit Universitätsabschluss, 68 Prozent stuften den Bereich „Hochschule und Studium“ als „sehr wichtig“ für ihr Leben ein. 89 Prozent würden sich wieder für ihr Studium entscheiden. 71 Prozent erwarten keine Schwierigkeiten bei der Suche nach einer ihnen zusagenden Stelle. Die Studierenden hatten mit einem Abitur-Notendurchschnitt von 1,71 ebenfalls den besten Notendurchschnitt aller berücksichtigten Studiengänge.[69]
- Durchfallquoten beim schriftlichen Teil des Physikums lagen um 2015 bei 8,6 % und beim schriftlichen Teil des zweiten Examens bei 0,9 %.[70]

### Kritik
- Durch die in den Medien vielfach prognostizierte Knappheit an sogenannten Landärzten wird in der Öffentlichkeit und in der Politik ein Umdenken bei der Zulassung zum Medizinstudium gefordert mit Vorschlägen wie Hausarztkontingente oder Abschaffung des Numerus clausus.[71]
- Am 31. März 2017 wurde das Reformpapier „Masterplan Medizinstudium 2020“ veröffentlicht. Es wurde von „Bundesgesundheitsminister Hermann Gröhe und Bundesforschungsministerin Professorin Johanna Wanka sowie Vertretern der Gesundheits- und der Kultusministerkonferenz der Länder und der Koalitionsfraktionen des Deutschen Bundestages […] beschlossen.“[72]
- Der sogenannte Masterplan soll in der Hauptsache die Zulassung zum Studium, die Praxisnähe der universitären Ausbildung und mit Blick auf die schwindende Zahl der Hausarztpraxen in ländlichen Regionen die Stärkung der Allgemeinmedizin schon im Studium fördern bzw. reorganisieren. Daneben werden unter anderem eine Neuordnung der Prüfungen und eine stärkere Kompetenzorientierung vorgeschlagen und in den Auswahlverfahren sollen künftig „auch soziale und kommunikative Kompetenzen sowie einschlägige Berufserfahrung […] [ein] stärkeres Gewicht haben“.[73] Verschiedene Akteure aus dem Bereich der Medizinischen Ausbildung kritisieren, dass das Reformpapier in einem intransparenten Verfahren allein von Bundes- und Landespolitikern ausgearbeitet wurde, ohne die Studierenden (z. B. über die bvmd), die Fakultäten (z. B. über den MFT), Vertreter der Medizindidaktik oder der Fachgesellschaften einzubinden.[74][75][76] Darüber hinaus sind viele Fragen zur Umsetzung der vorgeschlagenen Maßnahmen sowie die Frage ihrer Finanzierung offen.[77]

## Medizinstudium in Österreich
Staatliche Universitäten sind die Medizinische Universität Innsbruck, Medizinische Universität Wien, die Medizinische Universität Graz und die Universität Linz. Seit 2013 bietet die Karl Landsteiner Privatuniversität für Gesundheitswissenschaften für zukünftige Mediziner ein bologna-konformes Medizinstudium an, bestehend aus BA Health Sciences & MA Humanmedizin, mit 70 Studienplätzen pro Jahr. In Salzburg befindet sich ebenfalls eine private Universität, die Paracelsus Medizinische Privatuniversität, mit 75 Studienplätzen pro Jahrgang. Seit August 2014 existiert auf dem Gelände des Klinikums Nürnberg ein zweiter Standort der Salzburger Privatuniversität. Am deutschen Standort stehen jährlich 50 Studienplätze zur Verfügung. Des Weiteren hat 2015 die Sigmund Freud Privatuniversität Wien (SFU) einen eigenen Studiengang gestartet, dieser ist ebenfalls Bologna-konform und besteht aus jeweils 6 Semestern für den B.Sc. in Medical Science und den darauf aufbauendem Master in Humanmedizin oder Zahnmedizin. Zusätzlich bietet die Danube Private University in Krems ein Studium Zahnmedizin seit 2009 an sowie seit 2019 das Studium der Humanmedizin. Die Akkreditierung für Humanmedizin wurde der DPU 2021 wieder entzogen, jedoch ist diese bis zur Entscheidung des Bundesverwaltungsgericht noch gültig.
Wegen des starken Bewerberandranges (nicht zuletzt auch aus Deutschland) wurden Auswahlverfahren eingeführt. In Wien, Graz, Innsbruck und Linz verwendet man seit Juli 2013 den „MedAT“. In Krems wird ein zweistufiges Bewerbungsverfahren durchgeführt, bestehend aus schriftlichem Test und Interview. In Salzburg und an der SFU wird ein dreistufiges Bewerbungsverfahren mit schriftlichem Test und Bewerbungsgespräch angewendet.

## Medizinstudium in der Schweiz
Im Allgemeinen werden in der Schweiz unter dem Überbegriff des Medizinstudiums die Studienfächer Humanmedizin, Zahnmedizin und Veterinärmedizin zusammengefasst. Die ersten beiden Jahre des Studiums waren für Human- und Zahnmediziner identisch, zunehmend werden zahnmedizinische theoretische und praktische Anteile nun auch in die ersten beiden Jahre verlegt, um die Spezifik zu erhöhen.
Nach dem Studium folgen in Humanmedizin fünf bis sechs Jahre Assistenzzeit, nach denen ein FMH Facharzttitel erworben werden kann.
Das Studium der Veterinärmedizin ist ab dem ersten Jahr spezifisch.

### Angebot an den Universitäten
Seit dem Jahrgang mit Studienbeginn 2007 gilt an allen Universitäten das Bologna System, bei welchem nach dem dritten Jahr der Bachelor of Medicine (B Med) bzw. Bachelor of Dental Medicine (B Dent Med) bzw. Bachelor of Veterinary Medicine (B Vet Med) verliehen wird. Vorher gab es Studiengänge, die mit den Diplomstudiengängen in Deutschland vergleichbar waren.
In den sich anschließenden drei Jahren des Masterstudiums (Humanmedizin) bzw. zwei Jahren (beide andere) muss eine Masterarbeit geschrieben werden, und nach bestandenen Abschlussprüfungen erhält man den Titel Master of Medicine (M Med) bzw. Master of Dental Medicine (M Dent Med) bzw. Master of Veterinary Medicine (M Vet Med). Die Eidgenössische Prüfung (Eidgenössisches Diplom des jeweiligen Faches) legen dann alle Studiengänge nach dem Masterstudium ab, der Master ist die Zulassungsvoraussetzung.
An der Universität Zürich wird ein Studium Chiropraktische Medizin angeboten (20 Plätze). Das Bachelorstudium ist identisch mit dem Humanmedizinstudium. Zusätzlich werden im Mantelstudium Chiropraktik Stunden für Grundlagen der Chiropraktischen Medizin verwendet. Das Masterstudium wird als eigenständig als Chiropraktische Medizin geführt. Es sind alle Fächer des Humanmedizinstudiums und zusätzlich das Mantelstudium Chiropraktik zu belegen. Der Masterstudiengang wird mit dem Master of Chiropractic Medicine (M Chiro med) abgeschlossen. Der Masterabschluss berechtigt zur Anmeldung für die Eidgenössische Prüfung in Chiropraktik.
Nach dem Masterstudium kann in einem weiteren Jahr der Doktortitel (Dr. med., Dr. med. chiro., Dr. med. dent., Dr. med. vet.) durch Vorlegen einer Doktorarbeit erworben werden.
Über die Anmeldesituation und die jährlichen Kapazitäten sowie die Empfehlung eines Numerus clausus informiert Swissuniversities jeweils Ende Februar. Die folgende Tabelle beschreibt die Situation 2024 (B = Bachelor; M = Master; x = wird angeboten).
| Universität            | NC 2024? | B Med Humanmedizin                   | M Med Humanmedizin                                | B/M Zahnmedizin | B/M Veterinärmedizin |
| ---------------------- | -------- | ------------------------------------ | ------------------------------------------------- | --------------- | -------------------- |
| Universität Basel      | ja       | x                                    | x                                                 | x               |                      |
| Universität Bern       | ja       | x                                    | x                                                 | x               | x                    |
| Universität Freiburg   | ja       | x                                    | x                                                 |                 |                      |
| Universität Zürich     | ja       | x                                    | x (auch Chiropraktik)                             | x               | x                    |
| ETH Zürich             | ja       | x (Teile mit Univ. Zürich)           | Wechsel Univ. Zürich, Basel oder USI (garantiert) |                 |                      |
| Universität St. Gallen | ja       | (an Univ. Zürich)                    | x                                                 |                 |                      |
| Universität Luzern     | ja       | (an Univ. Zürich)                    | x                                                 |                 |                      |
| USI                    | ja       | (an Univ. Basel und Bern und Zürich) | x                                                 |                 |                      |
| Universität Genf       | nein     | x                                    | x                                                 | x               |                      |
| Universität Lausanne   | nein     | x                                    | x                                                 |                 |                      |
| Universität Neuenburg  | nein     | Jahr 1, dann Wechsel Genf/Lausanne   |                                                   |                 |                      |

In der Schweiz kann man ein Studium der Humanmedizin und Zahnmedizin an folgenden Universitäten abschließen: In deutscher Sprache Universität Basel, Universität Bern, Universität Zürich und in französischer Sprache an der Universität Genf

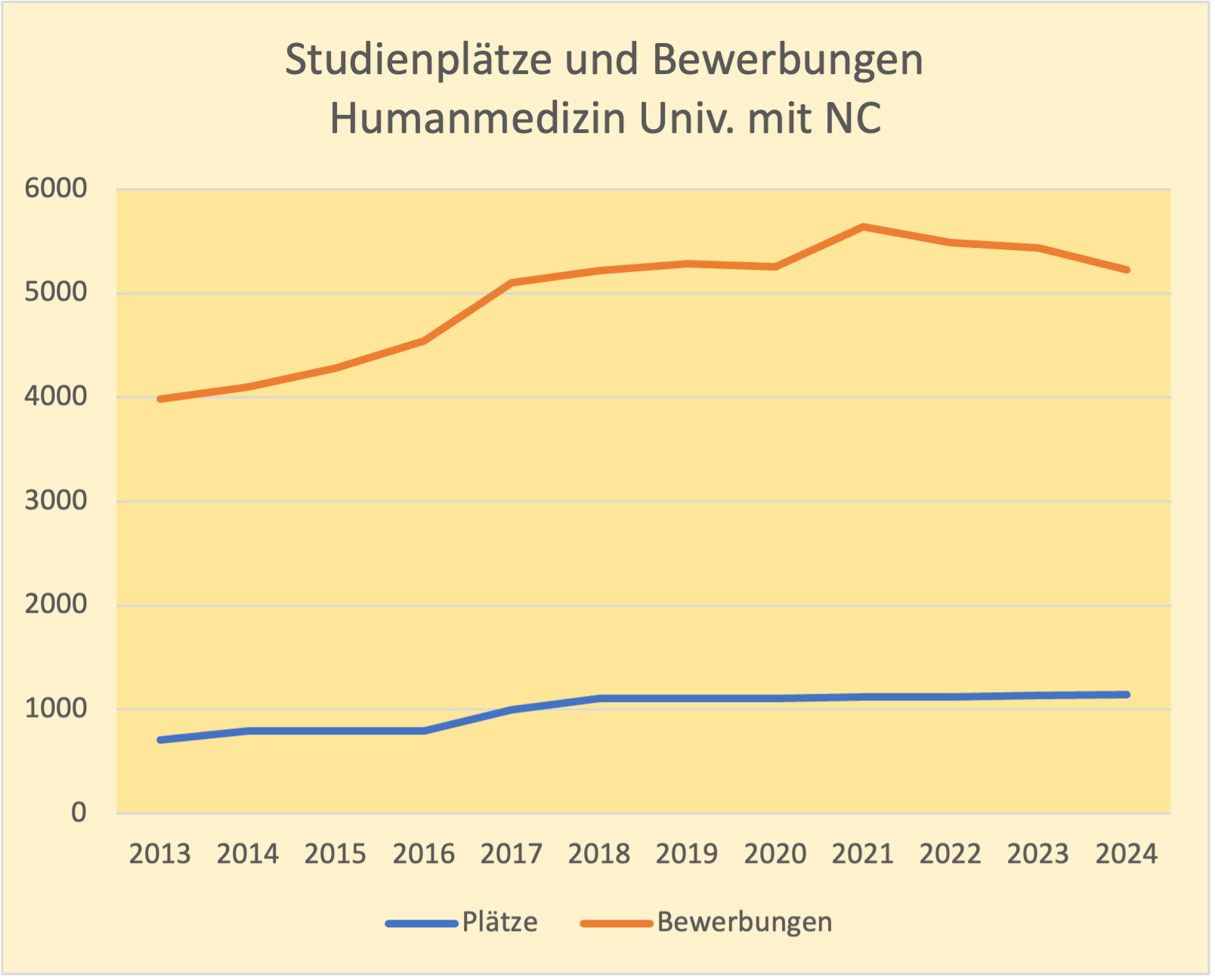
Studienplätze und Bewerbungen Humanmedizin Schweiz Univ. mit Numerus Clausus

Nur in Humanmedizin sind Masterabschlüsse (zweisprachig) an der Universität Freiburg und (französisch) an der Universität Lausanne möglich. Neu bieten auch die Universität Luzern, die Universität St. Gallen und die Università della Svizzera italiana Masterstudiengänge in Humanmedizin an, die Bachelor-Abschlüsse werden in Zürich oder Basel angeboten, wobei die Zulassung bereits für diese Orte erfolgt und Kontakt besteht.
Die Universität Neuenburg bietet das erste Jahr Humanmedizinausbildung an, danach muss nach Lausanne oder Neuenburg gewechselt werden (da nicht am Numerus clausus teilgenommen wurde).
An der ETH Zürich kann der Abschluss zum Bachelor of Science in Medizin erworben werden. Ein anschließendes Masterstudium ist in Zürich, Basel oder an der USI garantiert. Man will aber besonders an der Forschung interessierte Personen ansprechen, die dann ggf. auch andere Masterstudien in mehr auf moderne Medizin-Grundlagendisziplinen aufnehmen – fundiert durch eine medizinische Grundausbildung.
Die Anfängerkapazitäten der Universitäten mit Numerus Clausus für Humanmedizin wurden seit 2017 deutlich erhöht, die folgende Tabelle zeigt die Zahlen – und wann die jeweiligen Kohorten ihr Studium abschliessen bzw. ihre Facharztausbildundg abgeschlossen haben – jeweils unter idealen Bedingungen. Einige Facharztausbildungen dauern länger.
In der Schweiz wird ein Ärztemangel festgestellt, es würden zu viele Ärzte aus dem Ausland zugelassen und zu wenige in der Schweiz selbst ausgebildet. Forderungen nach Erhöhung der Studienplatzzahl bzw. sogar der Abschaffung der Numerus Clausus werden immer wieder erhoben. Dabei wird von den aktuellen Zahlen der Absolventen bzw. Fachärzte ausgegangen. Zu beachten ist, das seit 2017 und 2018 ein deutlicher Ausbau der Anfängerkapazitäten erfolgte. Die Zahl der Absolventen sollte sich erst ab 2023 bzw. 2024 erhöht haben (minimale Studienzeit), einen Anstieg der Zahl der Fachärzte sollte man erst ab 2028 frühestens bemerken.
| Studienbeginn | Ende Studium (minimal 6 Jahre) | Ende Facharztausbildung (minimal 5 Jahre) | Anfängerkapazität Univ. mit NC | Zahl der Studienanmeldungen Februar |
| ------------- | ------------------------------ | ----------------------------------------- | ------------------------------ | ----------------------------------- |
| 2013          | 2019                           | 2024                                      | 713                            | 3270                                |
| 2014          | 2020                           | ---> 2025                                 | 793 (+ 11,2 %)                 | 3310                                |
| 2015          | 2021                           | 2026                                      | 793                            | 3491                                |
| 2016          | 2022                           | 2027                                      | 793                            | 3754                                |
| 2017          | 2023                           | 2028                                      | 997 (+ 25,7 %)                 | 4109                                |
| 2018          | 2024                           | 2029                                      | 1107 (+ 11,0 %)                | 4111                                |
| 2019          | ---> 2025                      | 2030                                      | 1107                           | 4178                                |
| 2020          | 2026                           | 2031                                      | 1107                           | 4152                                |
| 2021          | 2027                           | 2032                                      | 1122 (+ 1,4 %)                 | 4517                                |
| 2022          | 2028                           | 2033                                      | 1122                           | 4369                                |
| 2023          | 2029                           | 2034                                      | 1137 (+ 1,3 %)                 | 4303                                |
| 2024          | 2030                           | 2035                                      | 1145 (+ 0,7 %)                 | 4080                                |
| 2025          | 2031                           | 2036                                      | 1145                           |                                     |

### Auswahlverfahren
Bis etwa Mitte Februar jeden Jahres muss man sich bei Swissuniversities zum Studium anmelden. Für die Zulassung ausländischer Studierender existieren dabei genaue Kriterien. Die Grundvoraussetzung eines Studiums in der Schweiz sind u. a. der Hauptwohnsitz in dem Land oder die schweizerische Staatsbürgerschaft. Ist die Kapazität deutlich überschritten und ist dies nicht durch Umleitungen zwischen den Universitäten zu lösen, kann die Schweizerische Hochschulkonferenz einen Numerus clausus (NC) empfehlen. Der eigentliche Beschluss wird dann von den Universitätskantonen gefasst. Ein NC galt bisher für die Universitäten Basel, Bern, Freiburg sowie Zürich und neu ETH, St. Gallen, Luzern und USI für Humanmedizin (seit 1998), für Veterinärmedizin (seit 1999) und seit 2005 auch für Zahnmedizin. Seit 2008 unterliegen auch Bewerbungen für Chiropraktik in Zürich einem NC, wobei die Zulassung gemeinsam mit Humanmedizin erfolgt.
Die Zulassung erfolgt mit dem Eignungstest für das Medizinstudium (EMS), der sowohl über die generelle Zulassung als auch über die Wahl der gewünschten Universität bzw. eine allfällig nötige Umleitung entscheidet. Die Universitäten bilden dazu einen gemeinsamen Pool, jeder Kandidat kann eine Wunsch-Reihenfolge der Studienorte angeben, nach der Reihenfolge des Testergebnisses werden diese Wünsche bei der Zulassung berücksichtigt.
An den Universitäten ohne Numerus Clausus kann man zwar das Medizinstudium ohne NC beginnen, es finden aber verschärfte Prüfungen nach dem ersten Jahr statt. Dadurch wird die Zahl der Studierenden den tatsächlichen Kapazitäten in der Ausbildung angepasst. Die Durchfallquoten sind recht hoch („mehr als halbierte Studierendenzahl“), es ist praktisch ein versteckter innenuniversitärer Numerus Clausus.

### Aufbau des Studiums
Das gesamte Curriculum Humanmedizin ist auf 6 Jahre Studienzeit ausgelegt und schließt mit der Eidgenössischen Prüfung Humanmedizin ab. In Zahnmedizin ergeben sich 5 Jahre (3 Jahre Bachelor und 2 Jahre Master).

#### Bachelor
Das Bachelor-Studium dauert drei Jahre. Die genaue Verteilung der Vorlesungen und klinischen Kurse sowie der Prüfungen sind an jeder Universität etwas unterschiedlich. Das erste Semester beinhaltet Vorlesungen in Anatomie, Chemie und Physik. Hinzu kommen Praktika in Fächern wie Chemie, Physik, Physiologie und Psychosozialer Medizin. Im zweiten Semester werden die Grundlagen der Biochemie, Humanwissenschaften, Molekularen Zellbiologie, Embryologie, Histologie und Genetik gelehrt. Praktika beschäftigen sich in erster Linie mit dem Anatomieunterricht, in dem in Gruppen an Leichen seziert wird. Daneben wird u. a. Biochemie, Physiologie und Histologie gelehrt. Am Ende jedes Semesters gibt es Multiplechoice-Prüfungen sowie am Ende mündliche Prüfungen in Anatomie, Histologie, Biochemie und Physiologie. Jedes Studienjahr darf einmal (bestimmte Jahre auch zweimal) wiederholt werden.

#### Master
Auch das Master-Studium in Humanmedizin dauert drei Jahre. Die Vorlesungen im klinischen Abschnitt sind in Themenblöcke gegliedert, in denen die verschiedenen Erkrankungen gelehrt werden. An den Nachmittagen werden in verschiedenen Krankenhäusern klinische Kurse durchgeführt. Bei den „klassischen“ Kursen in den verschiedenen Fachgebieten gehen die Studenten mit einem Arzt ans Krankenbett und untersuchen die Patienten. Es gibt aber auch Praktika in Fächern wie in Ethik, Biostatistik und Pathologie. Ende jedes Semesters wird eine Multiplechoiceprüfung durchgeführt. Die Durchfallquote in diesen Prüfungen ist sehr gering. Das fünfte Jahr ist das Wahlstudienjahr. Während dieses Jahres arbeiten die angehenden Ärzte als Unterassistenten in verschiedenen Krankenhäusern. Das sechste Studienjahr dient der Vorbereitung auf das Staatsexamen. Es beinhaltet insbesondere Wiederholungskurse und klinische Kurse. Einige Universitäten weichen etwas von diesem Schema ab, indem das Wahlstudienjahr teils bis ins 6. Studienjahr reicht und die klinischen Kurse teils als Blockpraktika wochenweise stattfinden. Das 10-monatige Berufspraktikum, welches inhaltlich dem deutschen PJ entspricht, findet je nach Universität im Masterstudium statt.
In Zahnmedizin dauert es 2 Jahre.

### Besonderheiten
Alle Universitäten, die gesamte Studiengänge anbieten, verfügen über Universitätskrankenhäuser bzw. Tierstationen für die praktische Ausbildung.
Das Medizinstudium gilt als lernintensiver universitärer Studiengang und ist sehr klar strukturiert. Die Wahlfreiheiten der Studenten sind somit sehr begrenzt.
Das vierwöchige Pflegepraktikum (sogenanntes „Häfelipraktikum“) ist seit 2007 nicht mehr an allen Universitäten obligatorisch.

## Medizinstudium in anderen nicht deutschsprachigen Ländern

### Medizinstudium in Bulgarien
Die medizinischen Fakultäten sind in Bulgarien über das ganze Land verteilt, mit sechs Hochschulen an fünf Standorten: Medizinische Universität Pleven, Medizinische Universität Sofia, Universität Sofia „St. Kliment Ohridski“, Medizinische Universität Varna, Medizinische Universität Plovdiv und die Trakia Universität Stara Sagora. Der Abschluss des Medizinstudiums ist in Bulgarien mit einem Berufsdoktorat verbunden, das ohne Promotionsleistung nach Abschluss des Studiums vergeben wird.

### Medizinstudium in Litauen
In Litauen, in dem größten baltischen Staat gibt es 6-jähriges litauischsprachiges und englischsprachiges Medizinstudium in der litauischen Hauptstadt Vilnius und in der zweitgrößten litauischen Stadt Kaunas. Der Abschluss lautet Master in Health Sciences. Beide Studienmöglichkeiten gibt es sowohl an der Universität Vilnius (gegr. 1579) und als auch an der Medizinakademie der Litauischen Universität für Gesundheitswissenschaften (gegr. 1922). Das englischsprachige Studium in Vilnius (mit 360 ECTS) wird in kleinen Studentengruppen (bis zu 10–12 Studenten) durchgeführt. Der Studienbeginn ist der 1. September (die Bewerbungsfrist endet im August) im sogenannten Herbstsemester. Im Frühlingssemester findet keine Aufnahme von Erstsemestern statt.
Litauische Universitäten setzen keinen Numerus clausus für das Medizinstudium voraus. Ein schriftlicher Zulassungstest ist obligatorisch in den Fächern Biologie und Chemie (je 30 Fragen pro Fach), an der LSMU-Universität Kaunas auch in Physik. Zusätzlich gibt es persönliche Interviews mit den Bewerbern. Die Multiple-Choice-Tests und Interviews finden auf Englisch statt. Die Grundvoraussetzung für das Studium auf Englisch in Vilnius ist SAT Subject Test in Biologie E/M oder MCAT-Test.
Das litauischsprachige Studium ist grundsätzlich kostenlos. Für das englischsprachige Studium werden die Gebühren erhoben. Die Litauisch-Sprachkurse werden studienbegleitend angeboten. Die Praktika oder Famulaturen, andere praktische Schulungen und Ausbildungen werden in den universitären Krankenhäusern (wie z. B., Universitätskliniken Kaunas mit 7.200 Mitarbeitern und Vilniusser Santaros-Kliniken mit 9.000 Mitarbeitern) durchgeführt.
Ein Medizinstudiengang an der Universität Klaipėda ist geplant. In Klaipėda, der litauischen Hafenstadt an der Ostsee, gibt es eine Fakultät für Gesundheitswissenschaften mit 1300 Studenten und 120 Lehrenden in 8 Lehrstühlen. Man hofft, etwa 2021 den Studiengang zu akkreditieren. Bisher gibt es englischsprachige Studiengänge wie Pflegewissenschaft (B.A.) und Physical Education and Sport (B.A.) sowie Health Care Management, auf Litauisch auch Gesundheitsmanagement, Kinesiotheraphie, Public Health und Public Health Education etc.

### Medizinstudium in Schweden
In Schweden dauert das Medizinstudium 5,5 Jahre (11 Semester); an die theoretische Ausbildung schließt sich eine mindestens 18- (oft doch 21-)monatige AiP-(AT-)Phase an. Unter dieser Zeit erhält der AT eine vorläufige Erlaubnis zur Ausübung der Heilkunde, die aber nur von dem Arbeitgeber beantragt werden kann. Ein Medizinstudium ist in Schweden an den Universitäten Umeå, Uppsala, Stockholm, Linköping, Göteborg, Malmö/Lund und seit dem Januar 2011 auch in Örebro möglich. Dabei wurden die Ausbildungen schrittweise auf PBL (problembasiertes Lernen) umgestellt, wobei in Linköping und Örebro dieses Modell am konsequentesten eingeführt wurde. An einigen dieser Universitäten ist der Erwerb eines Bachelortitels in dem Fach möglich, bspw. in Örebro. Derzeit gibt es eine Diskussion, das Medizinstudium in Schweden auf sechs Jahre zu verlängern und die AT-Phase abzuschaffen. Eine staatliche Untersuchung dazu liegt derzeit beim Socialdepartement, hat allerdings viele Proteste vor allem bei den Studierenden geweckt.

### Medizinstudium in Spanien
Das Ziel des Studiums der Humanmedizin ist das Behandeln, Heilen und Vorbeugen von Krankheiten im Menschen. In den ersten beiden Jahren („vorklinischer Abschnitt“) erlernen die Studierenden die Anatomie und Physiologie des Menschen im Normalzustand. Die Studenten lernen unter anderem die Morphologie des menschlichen Körpers, den Aufbau der menschlichen Organe sowie deren Zusammensetzung und Funktionsweise eingehend kennen. Weiter nehmen die Studierenden an Laborpraktika teil und machen sich mit den grundlegenden klinischen Kenntnissen (Erhebung einer Anamnese, körperliche Untersuchung usw.) vertraut. Die ersten zwei Jahre sind meistens unterteilt in den Bereichen Anatomie, Biochemie, Statistik, zelluläre Biologie, Physiologie und Psychologie.
In den folgenden vier Jahren („klinischer Abschnitt“) liegt der Schwerpunkt darin, Pathologien, deren Physiopathologie und Behandlung zu erlernen. Hierbei werden kontinuierlich vorlesungsbegleitend klinische Praktika in Lehrkrankenhäusern absolviert. Auf der Basis dieses Wissens erschließt sich den Studierenden, welche funktionalen Anomalien zu bestimmten Krankheitsbildern gehören. Dies wiederum befähigt sie, systematische und koordinierte Therapieansätze zu erlernen und Krankheitsverläufe/-prognosen einzuteilen. Im spanischen Medizinstudium werden 360 European Credit Points vergeben, wobei jeder dieser Credit Points einem Aufwand von 25 Zeitstunden entspricht. Das Studium umfasst also insgesamt 9000 Stunden und die Regelzeit sind 6 Jahre. Der Abschluss ist der 'Grado en medicina'. Das Studium erfolgt im europäischen Hochschulraum. Viele Universitäten haben im Studiengang Humanmedizin die Pflicht eingeführt ein oder mehrere Vorlesungen auf Englisch zu verfolgen. Viele Universitäten verlangen als Abschlussvoraussetzung ausreichende mündliche und schriftliche Kenntnisse in einer Fremdsprache, meistens Englisch.
Nach Abschluss erfolgt die Anmeldung zum Staatsexamen (bekannt als „MIR“ = Médico Interno Residente), um die Facharztausbildung zu beginnen. Das Examen findet einmal jährlich zu Beginn eines Kalenderjahres in Madrid statt. Die daraufhin folgende bundesweite Vergabe der Ausbildungsplätze erfolgt zentral durch das Bundesministerium für Gesundheit in Madrid in strenger Abfolge der Examensnote. Der Absolvent hat eine Auswahl unter 47 Fächern, um sich als Facharzt zu spezialisieren. In Spanien erwirbt ein Absolvent der medizinischen Fakultät den Titel eines Facharztes durch das postgraduale Studium „Médico Interno Residente“, kurz „MIR“, das eine Länge von bis zu fünf Jahren hat.
Zur Promotion zum Doktor in Medizin kann man sich erst nach Erlangen des Medizinabschlusses an einer Universität anmelden. Hierfür bieten die Universitäten spezialisierte Promotionsstudiengänge an. Die meisten Universitäten fordern für eine erfolgreiche Promotion inzwischen mehrere Publikationen in internationalen Journals vom Promovenden im Sinne einer kumulativen Doktorarbeit. Die Durchschnittszeit für eine Promotion in Humanmedizin in Spanien beträgt 3–4 Jahre in Vollzeitbeschäftigung.

### Medizinstudium in der Türkei
Das Studium an der Medizinischen Fakultät wird mittlerweile von 128 türkischen Universitäten angeboten, von denen 91 staatlich und die übrigen stiftungsgeführt sind (Stand: 2023). Die Lehrsprache ist generell Türkisch, doch es gibt rund 20 Fakultäten, die das Medizinstudium in englischer Sprache anbieten; die Absolventen dieser Studiengänge sind unter anderem in englischsprachigen medizinischen Einrichtungen in der Türkei sowie im angloamerikanischen Raum einsetzbar.
Die Regelstudienzeit beträgt grundsätzlich 6 Jahre, wodurch der Abschluss des Medizinstudiums in der Türkei dem Mastergrad gleichgestellt ist. Die Lehrinhalte und der Ablauf des Studiums sind von Universität zu Universität sehr unterschiedlich; dennoch werden an jeder Fakultät alle wichtigen Teilgebiete der Medizin abgedeckt. Charakteristisch ist die strikte Aufteilung des türkischen Medizinstudiums in 6 Jahre statt in 12 Semester; so werden die einzelnen Studienjahre von den Medizinischen Fakultäten entgegen der eigentlichen Wortbedeutung „dönem“ genannt, während dieser Begriff bei anderen Studiengängen, der korrekten Wortbedeutung entsprechend, für „Semester/Halbjahr“ steht.
Das 6. Jahr des türkischen Medizinstudiums ist an den meisten Medizinischen Fakultäten als Praktisches Jahr angelegt und die praktischen Ausbildungen – je nach Universität – in 10 oder 12 Abschnitte (Fachgebiete) und fachspezifische Wahlpflichtpraktika mit einer Dauer von jeweils 4 bis 8 Wochen unterteilt, die entweder dem internistischen (dahili) oder dem chirurgischen Bereich (cerrahi) zugeordnet sind. In Anlehnung an das amerikanische Internship-Modell (PJ) wird das 6. Studienjahr in der Türkei auch „intörn“ genannt.
Nach dem Studienabschluss wird der Titel „Tıp Doktoru“ („Doktor der Medizin“) verliehen, der ein Berufsdoktorat ohne Promotionsleistung darstellt. Die Absolventen werden daraufhin im gesamten türkischen Schriftverkehr mit „Dr. Vor- u. Nachname“ angesprochen. Auch eine anschließende Facharztausbildung (uzmanlık) kann unabhängig von einer Promotion absolviert werden. Diese Rahmenbedingungen haben dazu geführt, dass die Promotion zum Zwecke der Ausübung des Arztberufes in der Türkei unüblich ist, solange weder eine akademische Laufbahn in Form einer universitären Lehrtätigkeit noch eine leitende Klinikposition oder Forschungstätigkeit angestrebt wird.
Einige türkische Universitäten bieten mittlerweile zudem ein fachlich besonders anspruchsvolles „integriertes MD- und PhD-Studium“ (Tıp Bilim Doktorası Bütünleşik Programı/MD-PhD) an, bei dem das Doktoratsstudium in das Medizinstudium integriert ist, wodurch der gemeinsame Erwerb des Berufsdoktoratszeugnisses und einer international anerkannten Promotionsurkunde innerhalb von nur 8 Jahren ermöglicht wird. Diese auf einen Postgraduiertenabschluss ausgerichteten Spezialstudiengänge kommen genau wie die Doktoratsstudiengänge des nichtmedizinischen Bereichs in der Regel nur dann in Frage, wenn eine wissenschaftliche Karriere oder Dozentenlaufbahn an Hochschulen oder eine Forschungstätigkeit in der Privatwirtschaft geplant ist.

### Deutschsprachiges Medizinstudium in Ungarn
An der Semmelweis-Universität in Budapest, der Universität Pécs und der Universität Szeged gibt es die Möglichkeit, in deutscher Sprache in sechs Jahren ein Medizinstudium zu absolvieren. Das Medizinstudium in Ungarn ist aufgrund des extrem hohen Numerus clausus deutscher Universitäten attraktiv als Alternative für Studienwillige mit sehr gutem bis gutem Abitur. Hierfür sprechen die hohen Bewerbungszahlen. Auch die hohen Studiengebühren scheinen diesen Trend nicht zu stoppen. 2008 eröffnete die Semmelweis-Universität unter dem Namen Asklepios Medical School eine Zweigstelle in Hamburg. Für 6900 Euro pro Semester können dort die klinischen Semester des Medizinstudiums nach ungarischem Recht in deutscher Sprache absolviert werden

### Medizinstudium in den USA
Die Ausbildung zum Arzt gliedert sich in den Vereinigten Staaten in zwei Teile. Nach vierjährigen undergraduate studies wird der Bachelor of Science oder Bachelor of Arts erworben. Daran schließt sich ein ebenfalls vierjähriger Studiengang an, der zum „Medical Doctor“ (M.D.) führt. Im Gegensatz zu Deutschland wird der Titel „Doktor“ ohne Anfertigung einer Doktorarbeit verliehen (sog. Berufsdoktorat). Der Zugang zum M.D.-Studium ist auch in den USA nicht leicht. Eine Zulassung erhalten weniger als die Hälfte der amerikanischen und üblicherweise weniger als drei Prozent der internationalen Bewerber, die meist bereits einen Bachelor-Abschluss in den Vereinigten Staaten erworben haben. Das Medizinstudium wird insbesondere an staatlichen Universitäten zum Großteil aus in den jeweiligen Bundesstaaten erhobenen Steuern finanziert. Daher wird den Einwohnern dieses Staates vorrangig Zugang gewährt. Einige vom Staat unterstützte Universitäten nehmen ausschließlich amerikanische Staatsbürger und Einwohner mit ständigem Wohnsitz in den USA auf.
Als Voraussetzung für das Medizinstudium sind Abschlüsse fast jeden Bachelor-Studiengangs anerkannt, wenn die Studierenden eine vorgeschriebene Mindestanzahl von Pflichtkursen in Biologie, Chemie, Mathematik, sowie Verhaltens-, Sozial- und Geisteswissenschaften belegt haben. Zusätzliche Voraussetzungen sind herausragende universitäre Leistungen, sehr gute Englischkenntnisse, außeruniversitäre Aktivitäten wie Praktika oder soziales Engagement sowie ein ausreichendes Ergebnis bei einem Zulassungstest, dem Medical College Admission Test (MCAT), einem standardisierten Test, der weltweit online absolviert werden kann.
Das Studium besteht aus Unterricht mit Supervision und Arbeit im Krankenhaus. Es schließt mit dem Doktor der Medizin (M.D.) ab.
Für ausländische Ärzte ist Bestehen der United States Medical Licensing Examination Voraussetzung, um in den USA ärztlich tätig zu werden.

## Psychische Belastung im Studium
Es wird vermutet, dass der Studienaufwand, die emotionale Last, der durch Konkurrenz belastete Leistungsdruck Studierender, die Aussicht auf ungeregelte Arbeitszeiten im Arztberuf sowie eine schlechte Work-Life-Balance zu den Hauptstressoren gehören. Häufig kommt es dabei zu einer signifikanten allgemeinen Reduktion der Lebensqualität. Ein häufig erwähnter Stressor ist der hohe Lernaufwand in kurzer Zeit für Examen und Testate. Die Überlast der Information führt dabei oft zu einem Gefühl der Enttäuschung durch die Unfähigkeit den gesamten Stoff während der Examensperiode zu behalten und wiederzugeben.
Eine Metaanalyse des amerikanischen JAMA magazines zeigt, dass die Prävalenz depressiver Symptome zwischen 21 und 43 % liegt. Während einige Studien depressive Symptome häufiger bei weiblichen Studenten als männlichen entdeckt haben, widersprechen mehrere Studien diesen Ergebnissen. Dahlin et al. zeigt in einer Untersuchung schwedischer Medizinstudenten, dass Stress besonders im ersten Studienjahr vorkommt und zu Belastungen innerhalb des Studiums führt.
Deutsche Auslandsstudenten in Osteuropa zeigten in einer 2016 veröffentlichten Studie eine ähnliche Prävalenz auf. 23,5 % der deutschen Studenten weisen klinisch relevante depressive Symptome auf. Fraglich ist, ob diese Symptomatik bereits vor dem Studium bestand oder sich erst im Laufe des Studiums entwickelt hat. Zudem ist nicht geklärt, ob Medizinstudenten eine höhere Prävalenz mentaler Symptome haben als Studenten anderer Fachrichtungen.

## Sonstiges
Der Beauftragte der Bundesregierung für die Belange der Patientinnen und Patienten Stefan Schwartze forderte im April 2024, die Gräueltaten vieler NS-Ärzte in der Zeit des Nationalsozialismus müssten auch im Medizinstudium von heute aufgearbeitet werden.

## Zeitschriften
- Zeitschrift für Medizinische Ausbildung, ISSN 1860-3572 (online: https://www.egms.de/en/journals/zma/index.shtml)